# عزيز عثمان
عزيز عثمان (23 يناير 1893 - 24 فبراير 1955)، ممثل ومغني مصري.

## حياته
- ابن الموسيقار القديم محمد عثمان
- اشتغل في فرقة بديعة مصابني
- اشتهر بأغانيه الساخرة
- أشهر أغانيه «بطلوا ده واسمعوا ده الغراب يا وقعة سودة جوزوه أحلى يمامة» في فيلم لعبة الست.
- أول أفلامه كان سنه 1946 في فيلم «لعبة الست» مع نجيب الريحاني و تحية كاريوكا و ماري منيب و عبد الفتاح القصري
- تزوج من ليلى فوزي
- ابنة أخيه هي الممثلة المعتزلة عايدة عثمان.

## فيلموغرافيا
- يا ظالمني (1954)
- لسانك حصانك (1953)
- ابن للإيجار (1953)
- المرأة كل شيء (1953)
- المنتصر (1952)
- على كيفك (1952)
- ما تقولش لحد (1952)
- سماعة التليفون (1951)
- مشغول بغيري (1951)
- شباك حبيبي (1951)
- خبر أبيض (1951)
- ساعة لقلبك (1950)
- آخر كدبة (1950)
- أفراح (1950)
- ست الحسن (1950)
- بنت باريز (1950)
- مكتب الغرام (1950)
- أيام شبابي (1950)
- أنا ذنبي إيه (1953)
- حلاوة (1949)
- أسير العيون (1949)
- نص الليل (1949)
- عنبر (1948)
- الهوى والشباب (1948)
- جوز الاتنين (1947)
- غني حرب (1947)
- الستات عفاريت (1947)
- بنت المعلم (1947)
- لعبة الست (1946).... بلاليكا

## من أغاني أفلامه
- بطلوا ده واسمعوا ده
- أيوه يا فندم
- تحت الشِبٌاك
- روحي يا نومة
- موال غريب وفارقتكم
- يا نسمة طلي على أرض خلي
- فرفش يا كبير
- يا فتاح من غير مفتاح

أوبريت الحبيب المجهول (اللي يقدر على قلبي) مع ليلى مراد (سيبك منهم ده مفيش غيري إيما ومركز ووظيفة ميري)

## وصلات خارجية
- عزيز عثمان على موقع IMDb (الإنجليزية)
- عزيز عثمان على موقع الدهليز
- عزيز عثمان على موقع قاعدة بيانات الأفلام العربية